# Ta Voix
Singles de Jennifer Paige
Underestimated
(2008) Beautiful Lie
(2008)
Ta Voix (The Calling) est une chanson des chanteuses Jennifer Paige et Lââm, sortie le 15 décembre 2008. Elle est le troisième extrait du troisième album studio Best Kept Secret de Jennifer Paige et le premier single du best-of de Lââm : On a tous quelque chose de Lââm. 
La chanson a été écrite par Jennifer Paige et Chris Landon. Elle fut réadaptée en français par Evelyn Kral. Le titre The Calling, présent dans l'opus Best Kept Secret de Jennifer Paige, a été enregistré en 2006 et officie de bande originale du téléfilm Pour sauver ma fille. La version duo de ce titre n'est pas incluse ni dans l'édition standard de l'opus Best Kept Secret, ni dans sa réédition.
Le single atteint la 37e place du classement en France. 

## Historique
La chanson a été écrite par Jennifer Paige et Chris Landon. Elle fut réadaptée en français par Evelyn Kral. Le titre The Calling, présent dans l'opus Best Kept Secret de Jennifer Paige, a été enregistré en 2006 et officie de bande originale du téléfilm Pour sauver ma fille. 

## Clip vidéo
Le vidéoclip a été réalisé par Jean-Baptiste Erreca et tourné à Paris, dans un hôtel situé près de l'Arc de triomphe. Il relate l'histoire d'un jeune homme qui a une double relation amoureuse et les deux jeunes femmes le remarquent, le suivent, se rencontrent et finissent par le laisser en partant dans un taxi. Lââm & Jennifer Paige Ta Voix (The Calling) vidéo officielle Youtube.com

## Performance commerciale
Le single atteint la 37e place du classement en France. 

## Format et liste des pistes
CD single
1. Jennifer Paige et Lââm - Ta Voix (The Calling) (Radio Edit)  — 3:15
2. Jennifer Paige et Lââm - Ta Voix (The Calling) (Instrumental)  — 3:15
3. Jennifer Paige - I Do  — 3:32
4. Lââm - Petite sœur— 3:45

## Classement
| Classement (2008) | Meilleure position |
| ----------------- | ------------------ |
| France (SNEP)     | 37                 |